# Mupo
Mupo (kinesiska: 木坡乡, 木坡) är en socken i Kina. Den ligger i provinsen Sichuan, i den sydvästra delen av landet, omkring 170 kilometer nordväst om provinshuvudstaden Chengdu. Antalet invånare är 3 682. Befolkningen består av 1 791 kvinnor och 1 891 män. Barn under 15 år utgör 16,0 %, vuxna 15-64 år 74 %, och äldre över 65 år 8,0 %.
Genomsnittlig årsnederbörd är 1 047 millimeter. Den regnigaste månaden är juni, med i genomsnitt 231 mm nederbörd, och den torraste är december, med 5 mm nederbörd.